# Castell de la Pileta
El Castell de la Pileta era un castell  medieval que es trobava a l'entrada septentrional de Cortes de Pallars. Es troba al costat de la carretera d'accés al nucli urbà, en el tram entre el pont de Corts i la mateixa població, prop de l'Embassament de Corts II.
D'origen musulmà, controlava l'històric gual del riu Xúquer, per on arribaven els camins que unien aquest lloc amb Bunyol i Requena. Rep el seu nom per la font que rajava al seu peu sobre una petita pica o abeurador, on es refrescaven els homes i les cavalleries. Fabricat en maçoneria àrab, a inicis del segle xxi es conserva una secció vertical de la torre, part dels murs i la base d'un segon torrassa. En el que va ser el seu pati d'armes es troben arbres de  secà. Està declarat Bé d'interès cultural amb número anotació al ministeri RI-51-0010766 i data 24 d'abril de 2002.

## Història
Es tracta d'un castell medieval que es data entre els segles ix i xiv. En la documentació existent falten dades clares sobre aquest castell musulmà. El nom de La Pileta és un topònim popular modern que ve de l'abeurador que hi havia al costat del camí que arriba a la població des del gual-substituït posteriorment per un pont- del riu Xúquer. És una fortificació de 1200 m² col·locada de forma estratègica en un sortint rocós sobre el riu i sobre el camí d'accés a la Mola. Estava composta per una muralla reforçada per tres torres i per un fossat retallat a la roca (avui distorsionat pels bancals entre la casa de La Pileta i el Castell) excepte en un punt pel qual seguia el camí que, a continuació, girava cap a l'esquerra, buscant la porta d'entrada. Les restes actuals semblen datar de finals del segle xii o inicis del xiii, en època almohade. Sembla que es va mantenir en ús fins al segle xiv, quan es va construir un mur a la sala interior de la primera planta i es va reparar el parapet dels merlets. Després del seu abandonament com a fortificació, va seguir usant com a refugi de pastors, i es construí un mur de tancament a la torre oest. El 2006 i 2007 va ser objecte de treballs de neteja i  excavacions arqueològiques, i també es perimetrà el mur  perimetral.

## Descripció
Les restes mostren un perímetre triangular amb una torre de base quadrada. La torre estava construïda sobre una base natural  rocosa, sobre la qual es va construir un mur de maçoneria i sobre aquest la tàpia.
Només perviu part d'una torre de vigilància, molt danyada, i la base d'un altra torrassa. A la base de la torre, de planta quadrada, s'obre un passadís en forma d'arc de mig punt, i encara queden restes dels seus merlets. El seu emplaçament estratègic controlava el gual del riu Xúquer.
El castell, situat al nord de la població, cap al  riu, guardava aquest flanc de  la població de possibles atacs. L'únic que ha suportat el pas del temps és la torre de vigilància: s'observen diversos nivells en funció de les espitlleres que han quedat en el seu parament. S'alça sobre un sòcol de roca, en el qual s'assenta el mur de maçoneria, sobre el qual al seu torn descansa la tàpia que forma la resta del mur i els merlets que la rematen.
A principis del segle xxi era possible identificar la muralla que va defensar el recinte pels seus costats nord, sud i oest; ja que el costat est, amb un tallat natural de prop de 100 metres d'altitud, no precisava una altra defensa. També podem veure les restes de la torre de guaita i dues torres, de les quals només queda la base, i el fossat. S'ha conservat en tota la seva alçada una de les cares de la torre portal i les restes d'altres dos, el que ha servit per poder tenir dades dels materials i tècniques emprats en la seva construcció, així com la seva planta. Generalment s'utilitza la tècnica de tàpia.
La torre oest està construïda sobre un sòcol de blocs i maçoneria subjectes amb  morter de calç, i juntes remarcades exteriorment. A sobre del sòcol s'aixeca la tàpia de pedra unida amb  morter de calç d'una amplada i una alçada variables.
El sostre de la teulada se sosté sobre una volta feta de maçoneria. La terrassa es troba protegida amb parapet i merlets. La torre presenta diversos nivells: la planta baixa on es troba l'entrada, quatre nivells sobre aquesta i el terrat. A tots els nivells s'accedia o bé des d'una plataforma adossada a la muralla o mitjançant escales de fusta, segons el nivell de què es tracti però sempre des de l'exterior de la torre. Alguns nivells no presentaven finestres, altres en canvi sí que les tenien. Normalment cada nivell era una habitació única. Després de creuar la torre portal s'arribava a una altra habitació que donava accés la porta al castell a través d'una porta de carreut que també estaria unida a la muralla. En les excavacions arqueològiques realitzades no s'ha trobat cisterna d'aigua.